# Tim Van Patten
Timothy (Tim) Van Patten (Brooklyn, 10 juni 1959) is een Amerikaans televisieregisseur, acteur, scenarioschrijver en producer. Als regisseur is Van Patten vooral bekend van The Sopranos, Sex and the City, Deadwood, The Wire, Ed, The Pacific, Boardwalk Empire en Game of Thrones. Hij speelde de rol van de kwaadaardige tiener Peter Stegman in Class of 1984 en Max Keller in The Master. 

## Filmografie

### Producer
- 2010 - Boardwalk Empire
- 2010 - Pacific

### Regisseur
- 2017 - Black Mirror
- 2012 - Game of Thrones
- 2011 - Game of Thrones
- 2010 - Boardwalk Empire
- 2010 - The Pacific
- 2007 - The Sopranos
- 2007 - Rome
- 2006 - The Sopranos
- 2005 - Into the West
- 2005 - Deadwood
- 2005 - The Wire
- 2004 - The Sopranos
- 2004 - Sex and the City
- 2003 - The Wire
- 2003 - Keen Eddie
- 2003 - Ed
- 2002 - The Sopranos
- 2002 - The Wire
- 2002 - Pasadena
- 2002 - Ed
- 2002 - The Sopranos
- 2001 - Ed
- 2001 - The Sopranos
- 2001 - Ed
- 2000 - Touched by an Angel
- 2000 - The Sopranos
- 2000 - Now and Again
- 1999 - The Sopranos
- 1999 - Touched by an Angel
- 1999 - Homicide: Life on the Street
- 1999 - New York Undercover
- 1999 - Touched by an Angel
- 1998 - Promised Land
- 1998 - New York Undercover
- 1998 - The Visitor
- 1998 - Touched by an Angel
- 1997 - New York Undercover
- 1997 - Touched by an Angel
- 1997 - Promised Land
- 1996 - Touched by an Angel
- 1995 - Homicide: Life on the Street
- 1994 - Touched by an Angel
- 1992 - Home Fires

### Acteur
- 1978/1981 - The White Shadow (als Mario Salami Pettrino)
- 1982 - Class of 1984 (als Peter Stegman)
- 1984 - The Master (als Max Keller)
- 1985 - Zone Troopers (als Joey)
- 1989/1990 - True Blue (als Sergeant Andy Wojeski)